# ديانا الشاعر
ديانا الشاعر (من مواليد 14 فبراير 1987) هي فارسة ترويض الخيول فلسطينية روسية. مثلت فلسطين في بطولة العالم للفروسية 2022 في هرنينغ حيث تنافست في مسابقة الترويض الفردي مع أونازالي دي ماسا. وبذلك أصبحت ثاني فلسطينية تشارك في بطولة العالم للفروسية بعد كريستيان تسيمرمان، وأول امرأة عربية تشارك في بطولة العالم للترويض.

## حياة
ديانا الشاعر هي نصف فلسطينية ونصف روسية. انتقل والد ديانا الشاعر من فلسطين إلى روسيا الاتحادية عام 1975 وقام بتأسيس نادي الفارس للفروسية في زافيدوفو، روسيا. تعيش في هولندا حيث تتدرب مع اللاعبة الأولمبية الدنماركية آن فان أولست للتأهل والاستعداد لدورة الألعاب الأولمبية الصيفية 2024 في باريس. ديانا هي دبلوماسية وتشغل حاليا منصب رئيس لجنة الترويض للمجموعة الإقليمية السابعة للاتحاد الدولي للفروسية، والتي تغطي منطقة الشرق الأوسط وشمال أفريقيا.

## روابط خارجية
- ديانا الشاعر (وصفحتها هنا) بالاتحاد الدولي للفروسية